# Парламентские выборы в Норвегии (1882)
Парламентские выборы в Норвегии проходили в 1882 году. Хотя политические партии официально не существовали в стране до 1884 года, уже было представлено два широких движения: одно поддерживало шведского короля и существующую систему, а другое требовало реформы.
Перед следующими выборами была создана первая политическая партия Норвегии — Либеральная партия. Это привело к тому, что депутаты присоединились к партии и сформировали правительство во главе с Юханом Свердрупом, которое 26 июня 1884 года ввело в Норвегии парламентаризм.

## Результаты
| Партия                                | Партия                                | Голоса | %    | Места |
| ------------------------------------- | ------------------------------------- | ------ | ---- | ----- |
|                                       | либералы                              | 44 803 | 62,8 | 83    |
|                                       | консерваторы                          | 26 501 | 37,2 | 31    |
| Недействительных/пустых бюллетеней    | Недействительных/пустых бюллетеней    | 824    | -    | -     |
| Всего                                 | Всего                                 | 72 128 | 100  | 114   |
| Зарегистрированных избирателей / Явка | Зарегистрированных избирателей / Явка | 99 501 | 72,5 | -     |
| Источники: Nohlen & Stöver            |                                       |        |      |       |